# كرمبل فقير
كرمبل فقير (بالفارسية: کرمبل فقیر) هي قرية تقع في قسم نغور الريفي (مقاطعة تشابهار) في إيران. يقدر عدد سكانها بـ 820 نسمة بحسب إحصاء 2016.